# Lotononis tenuis
Lotononis tenuis är en ärtväxtart som beskrevs av John Gilbert Baker. Lotononis tenuis ingår i släktet Lotononis och familjen ärtväxter. Inga underarter finns listade i Catalogue of Life.